# Antonio Palafox y Croy

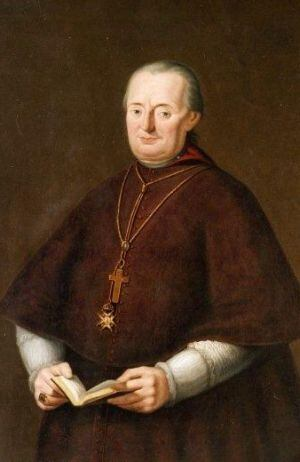
Retrato del obispo Antonio Palafox y Croy por Leoncio Sancho, 1866. Óleo sobre lienzo, Ayuntamiento de Cuenca.

Antonio Palafox y Croy (Madrid, 10 de junio de 1740-Cuenca, 9 de diciembre de 1802), presbítero español, obispo de Cuenca, fue uno de los personajes más relevantes de la Ilustración conquense.

## Biografía
Hijo segundo de los marqueses de Ariza, estudió Filosofía en la Universidad de Valencia donde entró en contacto con Gregorio Mayans y con el jansenista y posterior obispo de Barcelona José Climent, y completó su formación en Roma licenciándose en Teología y Sagrados Cánones. Estudió también lenguas orientales y modernas y viajó por Italia y Francia antes de retornar a España en 1762, nombrado arcediano de la diócesis conquense. Su carrera discurrió a partir de ese momento en Cuenca, donde ocupó plaza de canónigo en 1765, promovió la creación de dos escuelas públicas gratuitas para niños de ambos sexos, dotadas con tres maestros y tres maestras, y construyó a sus expensas el edificio que las albergaría en el centro de la ciudad, junto a la iglesia de El Salvador. Finalizó en 1779, también con financiación propia, el edificio de la Casa de la Misericordia y Recogidas, y llevó su espíritu ilustrado a impulsar la creación en 1782 de la Sociedad Económica de Amigos del País de Cuenca y su Provincia, y a un intento de revitalización de la industria pañera, con la instalación de una Real Fábrica, que pasaría a depender de los Cinco Gremios Mayores de Madrid, para dar en ella trabajo a las mujeres de la Casa de Misericordia y Recogidas.
Aunque radicado en Cuenca no perdió el contacto con la Corte, donde fue una figura respetada tanto por ascendiente familiar como por su propio prestigio intelectual. En Madrid participó en la tertulia de su cuñada la condesa de Montijo, lo que fue motivo de que en 1801 la Inquisición le abriese una investigación, pronto archivada, por jansenismo. Según Godoy, que en sus Memorias calificó a Palafox de sabio y ejemplarísimo, la denuncia habría sido inducida por el reaccionario ministro de Gracia y Justicia Juan Antonio Caballero para atacar a Jovellanos, muy relacionado con los miembros de la tertulia y en particular con el obispo de Salamanca Antonio Tavira, quien compartía con Palafox el ideario reformista.
Preconizado obispo de Cuenca en octubre de 1800, tomó posesión del cargo el 20 de febrero de 1801. Solo tres días después adoptó la primera medida en relación con el caso de la beata de Villar del Águila, encomendando a su provisor y vicario general Juan Antonio Monasterio que «procediera en justicia a averiguar la virtud de los hechos que se le habían referido por personas fidedignas», adelantándose a la actuación inquisitorial en un suceso que tenía revuelta a buena parte de la diócesis. Aunque la causa acabaría siendo instruida por el Santo Oficio, que la reclamó para sí como cuestión de fe, las primeras medidas contra Isabel Herráiz, que decía haber sido transubstanciado en su propio cuerpo el cuerpo de Cristo, como en la consagración eucarística, y llevar a Cristo en el costado, fueron las adoptadas por Juan Antonio Monasterio en un auto dictado ya el 15 de marzo de 1801 por el que la beata fue recluida e incomunicada en una casa de confianza y al párroco de Villar del Águila, Juan Jiménez Llamas, se le dio por cárcel la ciudad de Cuenca, además de exhortar a la justicia real para que contribuyese a aplacar los alborotos causados por endiablados y endiabladas que proclamaban a voces y con violencias dentro de la misma iglesia parroquial la divinidad de la Herráiz.
El caso de la beata de Villar del Águila o de Cuenca, como también se la conoció, trascendió el ámbito diocesano como demuestra el anuncio del edicto de los inquisidores de Cuenca publicado en la Gaceta de Madrid del 27 de marzo de 1804, venciendo la acostumbrada discreción del tribunal sobre sus procedimientos internos, «para desengaño de los preocupados incauta o maliciosamente, y reparo del escándalo causado en el público por María Herráiz, llamada comúnmente la Beata de Cuenca».
En su breve episcopado Palafox publicó dos cartas pastorales en las que abordaba la instrucción y moralidad del clero. Como hombre de la Ilustración denunciaba la poca formación de los sacerdotes como responsable de la ignorancia por los fieles de los preceptos de la religión cristiana, que confundían con la práctica de ciertas devociones populares «en que a veces tienen más parte el fanatismo y la superstición que el espíritu de verdad con que quiere ser adorado el Padre celestial». El espíritu jansenista y la condena del laxismo del que se acusaba a los jesuitas tuvo su reflejo en las muy exigentes disposiciones en materia de moral a las que debía sujetarse el clero. Procedió a reorganizar las parroquias, dotando las plazas vacantes, y exigió a los que tenían cura de almas residir en su parroquia y acudir a diario al confesionario. Fomentó entre el clero la lectura de la Biblia, en especial del Nuevo Testamento, y proyectó la creación de una biblioteca episcopal, que por su temprana muerte no pudo realizar, al tiempo que en el seminario diocesano estableció una cárcel y casa de ejercicios para castigar los casos de inmoralidad entre los miembros del clero, como los que el caso de Isabel Herráiz había sacado a la luz.